# Lendrera

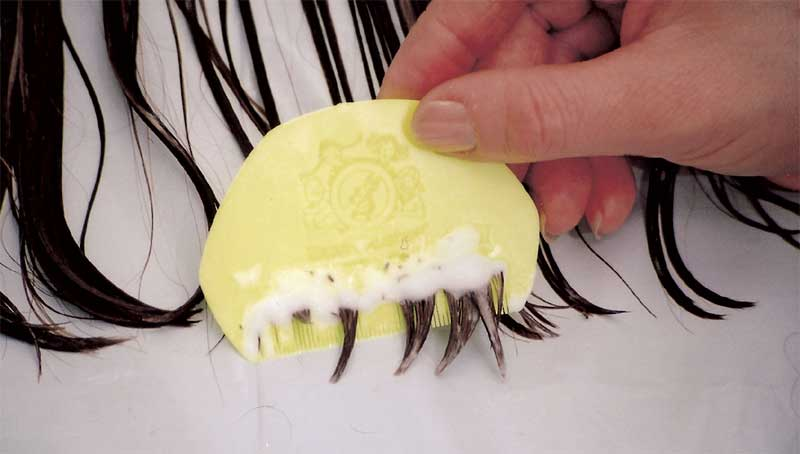
Lendrera

La lendrera o peine para piojos es un tipo de peine que se utiliza para retirar del cabello liendres y piojos. 
La lendrera se caracteriza por tener gran cantidad de púas situadas con muy poca separación. De este modo, al pasarla por el cabello, los piojos y sus liendres queden adheridos a las mismas y se puedan retirar fácilmente. 
La lendrera es un útil muy tradicional. Tanto que los romanos ya lo utilizaban hace dos mil años fabricado en hueso o en metal habiendo llegado algunas hasta nuestros días. Posteriormente, ha seguido siendo un útil habitual en el cuidado del cabello tanto de entornos rurales como urbanos. Hoy es imprescindible para el tratamiento de la pediculosis suministrándose habitualmente en el mismo envase que el champú.
El uso de la lendrera es aconsejado cuando se padece una infestación de piojos. Una vez lavado el cabello con el producto insecticida y antes de secarlo, se pasa la lendrera como un peine normal cepillando desde la raíz hacia el exterior. Entonces, los insectos y las liendres se desprenden del cabello y quedan atrapados entre sus púas. El momento en que la cabeza está mojada es el momento en que piojos y peines se deslizan con facilidad y el tratamiento no daña el pelo. El uso continuado de la lendrera es parte fundamental del tratamiento. Una vez terminado el mismo es aconsejable seguir utilizándolas cada dos días. 
Un estudio de la London School of Hygiene and Tropical Medicine (Reino Unido) ha concluido que el uso de la lendrera es cuatro veces más efectivo que los champús antipiojos. Los autores estiman que el uso continuado de insecticidas crea resistencias en los animales haciendo finalmente inútil su uso. En el test en el que participaron más de 100 voluntarios, se demostró que la lendrera tuvo un 57% de casos de éxito frente a 13% del champú antipiojos. El tipo de peine utilizado también parece influir sobre su efectividad, aconsejando el uso de peines de acero inoxidable nunca plásticos.